# Tom Burke (chanteur)
Pour les articles homonymes, voir Tom Burke et Burke.
Tom Burke, né le 2 mars 1890 à Leigh (Angleterre) et décédé le 13 septembre 1969 à Sutton dans le Surrey, est un chanteur d’opéra (ténor) britannique.

## Biographie
Tom Burke est issu d’un milieu modeste. Son père, d’origine irlandaise et catholique est mineur, et lui-même descend à la mine à 14 ans. Il a un tempérament de bagarreur, mais se découvre « dans la rue » une passion de chanteur lyrique. Il auditionne devant Enrico Caruso qui le pousse à travailler sa voix.
Il débute tardivement en 1917 à Milan dans Rigoletto. Après la guerre, Nellie Melba qui l’a remarqué l’impose comme partenaire au Covent Garden le 19 mai 1919 dans La Bohème. Après ce succès, Tom Burke aborde de nouveaux rôles, mais les impresarios sont rebutés par ses maladresses et la rudesse de son langage.
Il fait alors une tournée aux États-Unis, précédée d’une publicité tapageuse et maladroite le présentant comme le premier grand ténor irlandais, ce qui irrite ses propres compatriotes dont l’idole est John McCormack. Burke demande et obtient les cachets les plus élevés jamais payés à un chanteur britannique. Le premier concert est houleux et Tom Burke descend dans la salle boxer les contestataires. Il intègre l'Opéra de Chicago 
Il ne réapparaît à Londres qu’en 1927 où le public témoigne sa fidélité à celui qui est une vraie star. Il tourne en Italie, travaille avec Ernesto Colli et Fernando De Lucia.
Ses incartades et ses ivresses l’éloignent du milieu lyrique où il devient persona non grata. Il s’essaie alors dans quelques films et tourne notamment avec Maureen O'Hara dans My Irish Molly, puis se consacre au professorat. La crise de 1929 le ruine. Pendant la deuxième guerre mondiale, il donne quelques spectacles pour les troupes alliées.
Après la guerre, il retourne dans le Lancashire. Il meurt en 1969, largement oublié.
Tom Burke avait une voix puissante, de couleur italienne, avec des enthousiasmes qui le poussait à  «fanfaronner» comme certains ténors de bravoure napolitains. Il fut comparé à Caruso, mais son «sale» caractère ne lui permit pas de faire la même carrière.